# 新加坡的未來發展
本文列出新加坡未来重要的建设和计划。大多数主要开发项目都位于新加坡的市中心区，多数目前也正在建设中，绝大部分将在未来五年内完工。
与已正式启用的相关建设的描述可被移至其他相关页面（如：当本文当中CapitaSpring项目启用之后，请将底下的描述移至凯德集团这一条目）。
由于2019冠狀病毒病疫情的肆虐，以及各种限制措施和先前为抑制疫病的传播而颁布的“阻断措施”导致包括建筑行业在内的许多行业暂时停工，许多开发项目的完工日期可能会推迟。

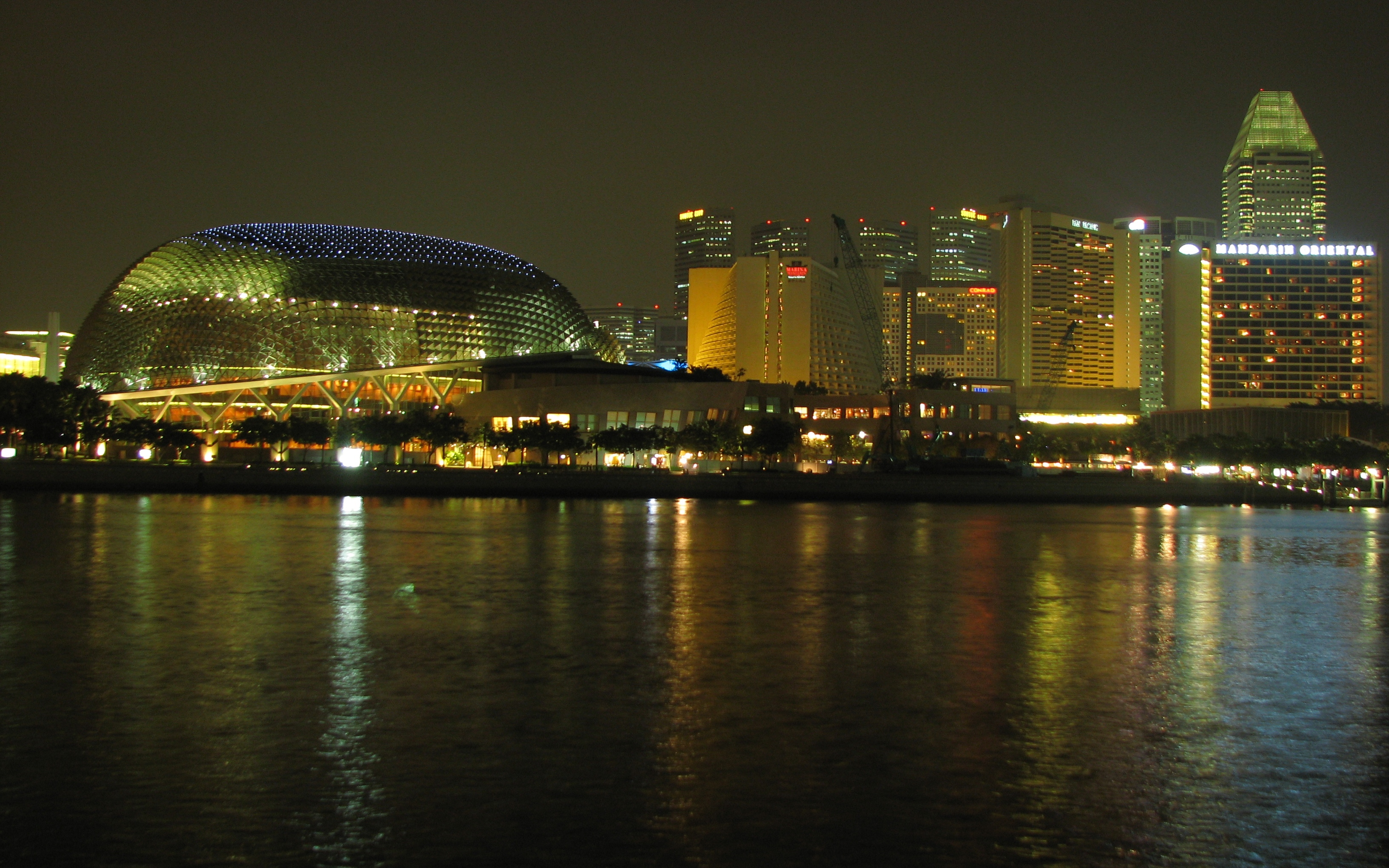
滨海中夜景

## 商业

### CapitaSpring
CapitaSpring是由凯德集团和三菱地所共同开发的一座51层、高280m的大厦，耗资18.2亿新元，正在位于中央商业区的原金鞋停车场的地段建设。该楼将主要建有办公室和一间花园，以及雅诗阁所负责的服务公寓、零售空间和小贩中心。该楼预计将于2021年完工。

### 裕廊湖区（J.L.D.）
裕廊湖区的发展总蓝图于2017年8月25日公布。蓝图当中所指定的湖畔地区的发展方向将包括一间在裕廊东高铁站（高铁计划已于2021年1月1日宣布取消）周围建造的商业中心，以及通过一条新运河延伸的第三座岛屿。这项计划预计将在二十年内完成。

## 住宅

### 登加
登加是一个面积为700公顷，并位于新加坡西部的規劃區和未来的新市镇。它将设有五个开发区，每个开发区都有其独特性并设有“无车”市镇中心。新加坡第一家。登加的规划于2016年9月8日被首次发布，首批单元将于2018年开放申请。该新镇有潜能容纳多达42,000间住宅单位，其中70％以上的单位将分配给公共住房，工程将耗时约二十年。于2018年9月4日揭幕种植园将会是登加五区中的第一区，建造这一种植园的目的之一是要向1950年代居住在那里的农民致敬。首批单位已于2018年11月13日推出。

## 交通

### 地铁
下阶段通车年份以粗体标识。
| 地铁线                         | 各新阶段通车年份  |
| ------------------------------ | ----------------- |
| 汤申－东海岸线                 | 2021年 - 约2040年 |
| 湯申－東海岸線建国先贤纪念园站 | 2027年            |
| 裕廊区域线                     | 2026年起          |
| 跨岛线                         | 2029年 - 2031年   |
| 环线第6阶段                    | 2025年            |
| 滨海市区线延长线               | 2024年            |
| 滨海市区线谦道站               | 2025年            |
| 东北线延长线                   | 2023年            |

### 航空

#### 新加坡樟宜机场第五航厦
第五航厦预计将在2030年代末启用。樟宜机场目前的可容纳约8200万人次，建好第五航厦之后机场预计每年将可承受1.5亿人次的客流量。机场航站楼的面积将大于所有旧航站楼的总和。它将建在现有航厦东侧的填海造陆上。截至2020年，由于正在进行中的2019冠狀病毒病疫情，工程已停摆了两年。  在2022年5月，鑒於新加坡實施與病毒共存的方針加上重新開放邊境以促進經濟復蘇，交通部長易華仁 宣佈經過評估後，樟宜機場第五搭客大廈的工程將於兩至三年内動工。

## 景点

### 裕廊湖区景区
2019年4月16日，新加坡旅游局宣布在裕廊湖区兴建一个占地7公顷的综合旅游开发项目，该开发项目将于2026年建成。该项目将囊括酒店、景点、餐馆和商店，邻近新加坡科学馆和裕華園地鐵站。

## 参老资料
1. ↑  . 亚洲新闻台 CNA.   [2020-08-14]. （原始内容存档于2020-04-26） （英语）.
2. ↑  . 亚洲新闻台 Channel NewsAsia. 2017-07-13  [2018-01-19]. （原始内容存档于2019-04-14）.
3. ↑  . The New Paper. 2018-04-13  [2018-04-14]. （原始内容存档于2020-11-28）.
4. ↑  . Channel NewsAsia. 25 August 2017  [2018-01-19]. （原始内容存档于2020-08-06）.
5. ↑  Cheng, Kenneth. . Today. 8 September 2016  [2019-04-28]. （原始内容存档于2019-09-21）.
6. ↑  Heng, Janice. . The Straits Times. 8-9-2016  [6-11-2019]. （原始内容存档于2020-12-04）.
7. ↑  Au-Yong, Rachel. . The Straits Times. 4-9-2018  [6-11-2019]. （原始内容存档于2020-11-09）.
8. ↑  Wong, Derek. . The Straits Times. 2018-11-13  [6-11-2019]. （原始内容存档于2020-11-19）.
9. ↑  . Straits Times Singapore. 3-12-2017  [21-9-2019]. （原始内容存档于2020-11-11）.
10. ↑  Toh, Ting Wei. . The Straits Times. 2020-06-16  [2020-6-16]. （原始内容存档于2021-01-25） （英语）.